# Туризам у Аустрији
Туризам у Аустрији је важан део економије ове државе. Њен удео је 9% у бруто домаћем производу. Године 2007, укупан број туристичких посета је отприлике исти лети и зими, са врховима у фебруару, те и у јулу и августу.
Аустрија је заузела 9. место у свету по туристичком приходу, са 18,9 милијарде долара. Према међународним туристичким доласцима, Аустрија је заузела 12. место са 20,08 милиона туриста.
Беч привлачи највећи део туриста, и лети и зими. Салцбург прими око петине ноћења туриста у односу на Беч, те је друго најпосећеније одредиште у летњим месецима. У зимској сезони, бројна насеља у западној Аустрији престижу Салцбург по броју туристичких ноћења Зелден, Залбах-Хинтерглем, Ишгл, Санкт Антон ам Арлберг и Обертауерн.
Посета Аустрији углавном укључује излете у Бечу са својом катедралом, испијање вина и романтичне догађаје уз валцер. Вреди посетити и Салзбург, родно место Моцарта, Инзбрук главни град Тирола окруженогАлпима, Подунавље са својим виноградима, на пример Вахау или Дункелштајнервалд. У западном делу земље, у покрајини Форарлберг је Боденско језеро а источном делу Нежидерско језеро. Три најпрометније знаменитости у Аустрији су Шенбрунска палата са 2.590.000 посетилаца годишње, Зоолошки врт Шенбрун sa 2.453.987 и базилика Маријацел са 1.500.000 посетилаца.
Од велике важности су скијање, пешачење и планирарење насељима у Алпима, породична рекреација и посета бројним аустријским језерима. За посетиоце заинтересоване за медијску уметност, ту је Арс Електроника Центар у Линцу.